# Cacolyces plagifera
Cacolyces plagifera är en fjärilsart som beskrevs av Walker 1856. Cacolyces plagifera ingår i släktet Cacolyces och familjen tandspinnare. Inga underarter finns listade i Catalogue of Life.